# Ugljevik
Ugljevik (serbiska: Угљевик) är en ort i Bosnien och Hercegovina.   Den ligger i kommunen med samma namn och entiteten Republika Srpska, i den östra delen av landet, 100 km nordost om huvudstaden Sarajevo. Antalet invånare är 3 452.